# Élections générales nicaraguayennes de 2011
Les élections générales nicaraguayennes de 2011 se sont déroulées le 6 novembre 2011 au Nicaragua. Quelque 3,4 millions de Nicaraguayens étaient habilités à voter pour élire le président, le vice-président et, au scrutin proportionnel à un tour, 90 députés (20 nationaux et 70 départementaux) de l'Assemblée nationale du Nicaragua pour un mandat de cinq ans, ainsi que 20 députés du Parlement centraméricain (Parlacen),. Les élections se sont déroulées sous la surveillance de quelque 200 observateurs étrangers de l'OEA, de l'Union européenne et d'un groupe d'experts latino-américains en observation électorale, ainsi que d'environ 20 000 observateurs nationaux.

## Contexte
En 2007, le Front sandiniste de libération nationale (Frente Sandinista de Liberación Nacional) ou FSLN a repris le pouvoir et Daniel Ortega, la présidence après s'être fait battre aux élections nationales de 1990 par l'Union nationale de l'opposition (Unión Nacional Opositora) ou UNO et sa candidate, Violeta Barrios de Chamorro. Les élections de 2011 sont les troisièmes (1984, 1990, 2011) auxquelles le FSLN présentait des candidats après avoir exercé le pouvoir.
La Constitution interdit la réélection du président sortant, qui a déjà effectué deux mandats non consécutifs, mais en 2010, le Tribunal constitutionnel a jugé que le président Daniel Ortega pouvait se présenter à nouveau aux élections.
Ortega affrontait Fabio Gadea Mantilla, qui avait l'appui des forces de l'opposition appartenant à la droite et au centre-gauche du spectre politique national, soit le Parti libéral indépendant et le Mouvement rénovateur sandiniste (MRS).
L'ancien président Arnoldo Alemán, appuyé par le Parti libéral constitutionnaliste (Partido Liberal Constitucionalista) ou PLC, était aussi candidat à la présidence. Il avait été reconnu coupable de détournement et de blanchiment de fonds aux États-Unis en 2003.
En mars 2007, dans un câble diplomatique ultérieurement divulgué par Wikileaks, l’ambassadeur américain au Nicaragua demande au Département d’État de mobiliser « environ 65 millions de dollars en sus des budgets antérieurs pour les quatre ans à venir – jusqu’aux prochaines élections présidentielles » afin de financer « le renforcement de partis politiques, d’ONG démocratiques et d’attribuer dans de brefs délais de petites dotations d’un montant variable aux groupes qui mènent des actions critiques pour défendre la démocratie au Nicaragua, font avancer nos intérêts et s’opposent à ceux qui nous dénigrent ».

## Système électoral
Le président est élu selon une forme modifiée du scrutin uninominal majoritaire à deux tours. Un candidat est élu dès le premier tour s'il arrive en tête et réunit plus de 40 % des voix, ou 35 % des voix avec au moins 5 % de plus que son adversaire le plus proche. À défaut, un second tour est organisé dans les quarante cinq jours entre les deux candidats arrivés en tête au premier, et celui qui recueille le plus de voix est élu,.
Le mandat présidentiel est renouvelable une fois de manière non consécutive avec un maximum de deux mandats pour le titulaire. Cette limite de mandat est de fait abrogée en 2009 par la Cour suprême, qui permet à Ortega de briguer un troisième mandat, le deuxième consécutif, malgré cette interdiction, considérant que cette dernière enfreint le principe d'égalité des citoyens,

## Candidats
Il y avait cinq candidats à l'élection présidentielle de 2011.

### Alliance pour la République (APRE)
Président : Róger Guevara
Róger Guevara Mena, nouveau candidat de l'APRE après que Miguel Ángel García eut retiré sa candidature à la présidence le 22 mai 2011, est un expert en droit international. Il a fait ses études universitaires à l'Université centraméricaine, à l'Université de Louvain, en Belgique, et à l'Université Georgetown de Washington, aux États-Unis. Il a été président du barreau du Nicaragua et secrétaire de la Coordinadora Democrática Nicaragüense, qui s'opposait au FSLN dans les années 1980. Le 10 juillet 1988, il a été incarcéré avec d'autres dirigeants de l'opposition à Nandaime, puis libéré grâce à la médiation des présidents centraméricains. Il a été secrétaire exécutif du vice-président Virgilio Godoy de 1990 à 1996 et l'a représenté aux sommets des vice-présidents de l'Amérique centrale. Sous la présidence d'Arnoldo Alemán, il a été ambassadeur auprès de l'Union européenne et au Venezuela. Il s'est consacré ensuite à son bureau de consultation juridique et à l'enseignement à l'Université centraméricaine et à l'Université de Valle.
Vice-présidente : Elizabeth Dávila de Rojas
Elizabeth Rojas est une pasteure évangélique; elle formait avec Róger Guevara le ticket de l'APRE.

### Parti libéral constitutionnaliste
Président : Arnoldo Alemán Lacayo
Arnoldo Alemán a été président du Nicaragua de 1997 à 2002. Au début des années 1990, il était devenu maire de Managua après en avoir été conseiller pendant deux mois. Ce fut un maire apprécié grâce à ses projets de renouvellement urbain, qui ont aidé à embellir la ville qu'on n'avait jamais reconstruite après les graves dommages causés par un tremblement de terre en 1972. Comme la Constitution empêchait Alemán de solliciter un autre mandat, son vice-président, Enrique Bolaños, lui a succédé. On allégua qu'Alemán cachait une immense corruption de son administration. À la fin de sa présidence, le public a eu accès à des renseignements sur une prétendue corruption de son gouvernement,.
Vice-Président : Francisco Aguirre Sacasa
Francisco Aguirre Sacasa, secrétaire national du Parti libéral constitutionnaliste, était le coéquipier d'Arnoldo Alemán à l'élection présidentielle de 2011.

### Parti libéral indépendant
Président : Fabio Gadea Mantilla
Fabio Gadea Mantilla est journaliste radio, écrivain et politique. Il est propriétaire et cofondateur de la station radio de nouvelles Radio Corporación. Il représentait aussi le Nicaragua au Parlement centraméricain, il fut président de cette institution en 2004–2005 et il était membre de la Commission de l'éducation, de la culture, du sport, des sciences et de la technologie depuis 2007.
Vice-Président : Edmundo Jarquín
Edmundo Jarquín Calderón était le candidat du Mouvement rénovateur sandiniste (MRS) à la vice-présidence lors des élections générales de 2006. Il a fini quatrième, avec 6,29 % des suffrages. En 1974, Jarquín fonda l'Union démocratique de libération avec Pedro Joaquín Chamorro Cardenal, rédacteur en chef de La Prensa, pour lutter contre le régime d'Anastasio Somoza Debayle. Il fut ministre de la Coopération extérieure de 1981 à 1984, puis ambassadeur au Mexique (1984-1988) et en Espagne (1988-1990). Lors des élections de 1990, il obtint un siège à l'Assemblée nationale du Nicaragua. Il travailla pour la Banque interaméricaine de développement (BID) de 1992 à 2005, année où il démissionna pour se joindre à l'alliance électorale du MRS.

### Alliance libérale nicaraguayenne
Président : Enrique Quiñonez
Vice-Président : Diana Urbina

### Front sandiniste de libération nationale
Président : Daniel Ortega
Daniel Ortega, coordinateur de la Junte de gouvernement de reconstruction nationale (1979-1985), accèda à la présidence lors des élections de 1984. Secrétaire général du Front sandiniste de libération nationale (FSLN), il assuma la présidence du Nicaragua de 1985 à 1990 et fut candidat du FSLN à la présidence en 1990, en 1996, en 2001 et en 2006. Aux élections nationales de 2006, Ortega gagna avec 37,99 % des suffrages après avoir occupé la première place dans les sondages.
Vice-Président : Omar Halleslevens
Omar Halleslevens, ancien guérillero sandiniste, fondateur de l'Armée populaire sandiniste en 1979 et chef des forces armées du Nicaragua de 2005 à 2010, est le candidat du FSLN à la vice-présidence. Dans un sondage effectué  par M&R en 2009, Halleslevens était la personnalité du pays qui avait la meilleure cote après Aminta Granera, chef de la  Police nationale du Nicaragua. Dans le même sondage, 73,3 % des personnes interrogées considéraient les forces armées du Nicaragua comme l'institution publique du pays la plus digne de confiance.

## Partis rivaux et alliances électorales

### Alliance pour la République
L'Alliance pour la République (Alianza por la República) ou APRE est formée de dissidents du Parti libéral constitutionnaliste et du Parti conservateur (PC). Aux élections nationales de 2006, elle s'était alliée à l'Alliance libérale nicaraguayenne.

### Parti libéral constitutionnaliste
Le Parti libéral constitutionnaliste (Partido Liberal Constitucionalista) ou PLC dirige l'alliance GANA PLC-PC qu'il a faite avec le Parti conservateur.

### Parti libéral indépendant
Le Parti libéral indépendant dirige l'alliance UNE (Unité nicaraguayenne pour l'espoir, Unidad Nicaragüense por la Esperanza). L'UNE se compose du Mouvement rénovateur sandiniste, des mouvements libéraux Vamos con Eduardo (Joignons-nous à Eduardo) et Liberales por un proyecto de nación (Libéraux pour un projet de pays), de l'Union citoyenne pour la démocratie (alliance de 14 organismes non gouvernementaux), d'une faction du Parti de la résistance nicaraguayenne, du Mouvement d'unité conservatrice (formé par des dissidents du Parti conservateur) et du mouvement Alcaldes 9 de Noviembre (anciens alliés du Parti libéral constitutionnaliste).

### Alliance libérale nicaraguayenne
L'Alliance libérale nicaraguayenne (Alianza Liberal Nicaragüense) ou ALN est formée de dissidents du Parti libéral constitutionnaliste et du Parti conservateur (PC).

### Front sandiniste de libération nationale
Après la rupture de l'alliance FSLN-Convergence en 2005, le FSLN a formé l'alliance Le Nicaragua uni triomphe (¡Unida, Nicaragua Triunfa!). Les alliés politiques du FSLN sont : Yapti Tasba Masraka Nanih Aslatakanka (YATAMA, parti indigène de la côte atlantique du Nicaragua), l'Union démocrate chrétienne (UDC), le Mouvement d'unité chrétienne (MUC), l'Alliance populaire conservatrice (APC), quelques petites organisations de dissidents du Parti libéral constitutionnaliste et du Parti conservateur et une partie des membres du Parti de la résistance nicaraguayenne, y compris des membres du PLN, parti libéral d'Anastasio Somoza Debayle.

## Sondages

### Élection présidentielle
Cid Gallup
| Parti  | Candidat             | Janvier 2011 | Mai 2011 | Septembre 2011 | Octobre 2011 |
| ------ | -------------------- | ------------ | -------- | -------------- | ------------ |
| FSLN   | Daniel Ortega        | 36 %         | 38 %     | 44 %           | 46 %         |
| PLI    | Fabio Gadea Mantilla | 17 %         | 28 %     | 32 %           | 34 %         |
| PLC    | Arnoldo Alemán       | 23 %         | 14 %     | 13 %           | 10 %         |
| Autres | Autres               | N/D          | 4 %      | 1 %            | 1 %          |
| AR     | Aucune réponse       | 24 %         | 16 %     | 10 %           | 9 %          |

Consultora Siglo Nuevo
| Parti  | Candidat             | Août 2011 | Octobre 2011 |
| ------ | -------------------- | --------- | ------------ |
| FSLN   | Daniel Ortega        | 57,1 %    | 59,6 %       |
| PLI    | Fabio Gadea Mantilla | 15,8 %    | 15,0 %       |
| PLC    | Arnoldo Alemán       | 7,3 %     | 13,1 %       |
| Autres | Autres               | 1,7 %     | 0,8 %        |
| AR     | Aucune réponse       | 18,1 %    | 11,5 %       |

M&R Consultores
| Parti  | Candidat             | Juin 2011 |
| ------ | -------------------- | --------- |
| FSLN   | Daniel Ortega        | 56,5 %    |
| PLI    | Fabio Gadea Mantilla | 14,1 %    |
| PLC    | Arnoldo Alemán       | 5,8 %     |
| Autres | Autres               | 1,2 %     |
| AR     | Aucune réponse       | 22,4 %    |

## Controverse
La Cour suprême, où les juges sandinistes sont majoritaires, est passée outre à la disposition de la Constitution qui interdit au président sortant de se porter candidat à la présidence. Les critiques ont dit que cette décision pouvait créer les conditions requises pour qu'Ortega soit président à vie. De plus, avec une majorité imposante aux élections, Ortega pourrait aussi apporter des changements constitutionnels pour être rééligible indéfiniment.

## Élections
Après la fermeture des bureaux de scrutin, la mission d'observation de l'Organisation des États américains, dirigée par l'ancien chancelier argentin Dante Caputo, a dit qu'on avait gêné son travail dans 10 bureaux de vote sur 52 et qu'elle était inquiète. « Si nous avons eu du mal à 10 bureaux de vote sur 52, cela veut dire que nous n'avons pas été capables de faire normalement notre travail dans 20 % des bureaux échantillonnés sur lesquels nous fondons normalement notre évaluation. Nous ne pouvons donc pas dire que les élections se sont bien déroulées dans tous les bureaux de vote. »
Le 11 novembre 2011, le Conseil électoral suprême du Nicaragua est arrivé aux résultats suivants pour l'élection présidentielle :
| Parti | Candidat             | Pourcentage des voix | Voix      |
| ----- | -------------------- | -------------------- | --------- |
| FSLN  | Daniel Ortega        | 62,46 %              | 1 569 287 |
| PLI   | Fabio Gadea Mantilla | 31,00 %              | 778 889   |
| PLC   | Arnoldo Alemán       | 5,91 %               | 148 507   |
| ALN   | Enrique Quiñonez     | 0,40 %               | 10 003    |
| APRE  | Róger Guevara Mena   | 0,23 %               | 5 898     |

Quant à l'élection des députés nationaux, le FSLN a obtenu 60,85 % des suffrages, le PLI 31,59 %, le PLC 6,44 %, l'ALN, 0,76 %, et l'APRE 0,36 %. Les pourcentages sont du même ordre pour l'élection des députés au Parlacen.

### Réactions
Gadea a prétendu que les résultats étaient viciés et lu le communiqué suivant de l'alliance du PLI ; « La journée électorale d'hier a été un exercice soigneusement planifié par les orteguistes pour altérer la volonté du peuple, ce qui donne des motifs de croire que nous avons assisté à la mise en scène d'une fraude dont l'immoralité et l'ampleur sont sans précédent,. ». Le 9 novembre 2011, il a réclamé de nouvelles élections.
Rosario Murillo, épouse et porte-parole d'Ortega, a déclaré que la victoire de celui-ci était « la victoire de la chrétienté, du socialisme et de la solidarité ».
Des manifestations ont éclaté après le scrutin; on a fait état de quatre morts et d'une dizaine de blessés.